# Seren del Grappa
Seren del Grappa é uma comuna italiana da região do Vêneto, província de Belluno, com cerca de 2.609 habitantes. Estende-se por uma área de 62 km², tendo uma densidade populacional de 42 hab/km². Faz fronteira com Alano di Piave, Arsiè, Cismon del Grappa (VI), Feltre, Fonzaso, Paderno del Grappa (TV), Quero.

## Demografia
| Variação demográfica do município entre 1861 e 2011                               |
|                                                                                   |
| Fonte: Istituto Nazionale di Statistica (ISTAT) - Elaboração gráfica da Wikipedia |